# Nicéia Camargo
Nicéia Camargo do Nascimento (São Carlos, 10 de julho de 1953), mais conhecida como Nicéia Pitta, é a ex-esposa do ex-prefeito paulistano Celso Pitta e a principal responsável pelas denúncias de corrupção que fez em 1999 contra o seu ex-marido e contra o também ex-prefeito Paulo Maluf – o qual antecedeu Celso na prefeitura.

## Biografia
Ainda na adolescência, Nicéia mudou-se para o Rio de Janeiro, onde conheceu Celso Pitta e com o qual constituiu uma família.

### Estudo e trabalhos
Nicéia começou a trabalhar cedo e estudou até o segundo grau, tendo feito os primeiros anos do curso ginasial na hoje Escola Estadual Jesuíno de Arruda em sua cidade natal. Aos 18 anos, montou uma loja de confecções com a irmã no Rio de Janeiro.

### Política
Quando Celso estava em campanha eleitoral à prefeitura de São Paulo, Nicéia montou um comitê visando ajudar mulheres pobres. Depois, Nicéia envolveu-se no escândalo do superfaturamento da venda dos frangos que vendia, tendo abandonado essa venda para dedicar-se a campanha do marido.

#### Denúncias
Em 1999, Nicéia veio a acusar de ações corruptas o então prefeito e seu marido Celso, Maluf, três secretários municipais – dentre os quais o então secretário  Gilberto Kassab, que viria se tornar prefeito de São Paulo em 2006, – e os vereadores da base governista.

### Separação de Celso Pitta
Separou-se de Celso em 2000 após 30 anos de relacionamento, acusando-o de conivência com a compra de votos de vereadores e de pagar propinas para o arquivamento da CPI que investigava corrupção na Câmara.